# Дефлегматор
Дефлегма́тор (англ. dephlegmator) — аппарат, используемый при фракционной перегонке в качестве частичного конденсатора для охлаждения смешанных паров и, таким образом, для конденсации более высококипящих частей. Используется в процессе дефлегмации.

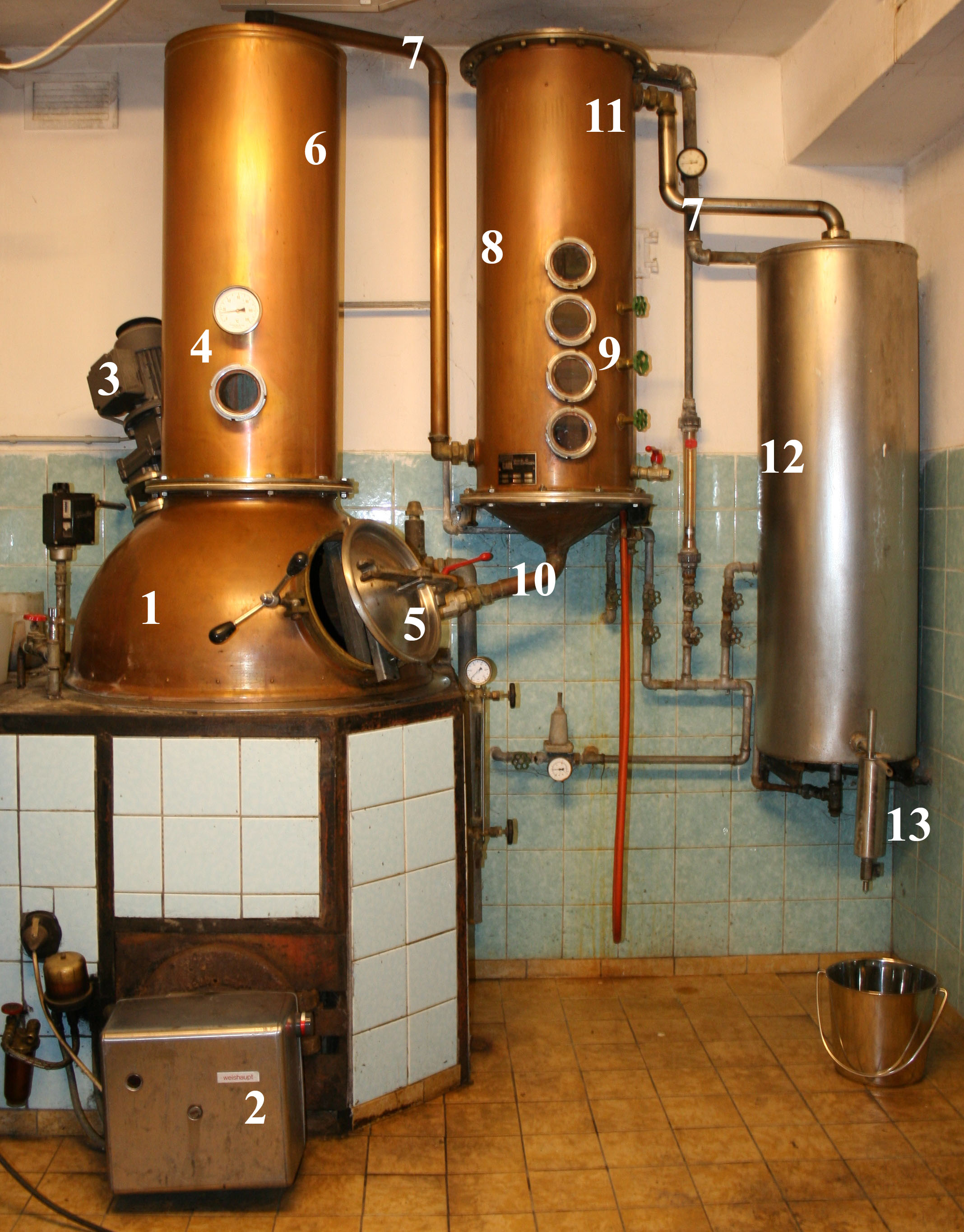
Дефлегматор (11)

## Применение
Дефлегматор применяется в случае необходимости получения частичной конденсации многокомпонентного парового потока.
Поток пара поднимается вертикально вверх, а конденсат (конденсированный пар) стекает вниз под действием силы тяжести. Таким образом, поток пара и конденсат движутся противотоком и при этом находятся в непосредственном контакте друг с другом. Помимо теплообмена между паровым потоком и охлаждающей средой происходит перенос массы между поднимающимся паром и ниспадающим конденсатом. Пар, выходящий из устройства, концентрируется на более летучих компонентах, тогда как конденсат, обогащён менее летучими компонентами. В промышленном контексте применимо использование слова «дефлегматор» только в том случае, если описываемое устройство является основным блоком ректификационной колонны.
На данный момент при дистилляции методом перегонных кубов, используется оборудование, оснащенное дефлегматорами (обратными холодильниками), насадками, которые устанавливаются в верхней части колонны для обеспечения дополнительной емкости орошения. В данном случае применимо понятие «рефлюкс» — конденсация пара внутри колонны с последующим возвратом на промывку, либо на тарелки внутри колонны, что обеспечивает дополнительную мощность флегмы. При этом, чем больше раз спирт испаряется, проходя вверх по колонне и выбивается обратным холодильником, прежде чем он совершит свой окончательный подъём через горловину перегонного куба, тем большей изысканностью будет обладать продукт на выходе.

## Преимущества
Важность дефлегматора как тепло- и массообменного устройства очевидна в процессе выделения и извлечения этилена из исходного газа крекинга, который содержит значительную долю объема легких компонентов (водород, окись углерода и метан). Тяжелый компонент сырья, этан, отделяется от легких компонентов в дефлегматоре, а конденсат, богатый этиленом, направляется в дистилляционную колонну для удаления оставшегося метана.
Более ранний метод извлечения этилена включал фракционирование всего потока сырья в обычной адиабатической дистилляционной колонне. Внедрение дефлегматора, представляющего собой этап предварительной сепарации, привело к значительной экономии затрат на электроэнергию. Значительная часть тепла, удаляемого в дефлегматоре, передается хладагенту при более высокой температуре, чем это было возможно, когда фракционирование полностью проводилось в дистилляционной колонне.

## Принцип работы
Обратный холодильник заполнен сетью трубок небольшого размера с отводами. В процессе работы эти трубки заполняются хладагентом, создавая охлажденные поверхности, на которых пары спирта конденсируются, собираясь в капли и падая, под воздействием силы тяжести, обратно в колонну. Большинство перегонных аппаратов с дефлегматорами также оснащены, как минимум, несколькими тарелками внутри колонны. Эти пластины пропускают пар снизу, но задерживают опускающийся пар, создавая еще больший рефлюкс. Применение большого количества таких тарелок или увеличения рефлюкса, на выходе даёт дистиллят сверхвысокой крепости, в котором практически отсутствуют конгенеры.

## Классическая дистилляция
В некоторых классических дистиллериях не используются дефлегматоры, а именно в Шотландии и Ирландии при производстве односолодового виски. Многие из этих дистиллерий предпочитают использовать простые перегонные кубы, у которых нет пластин и дефлегматора, вместо этого используют форму и длину горлышка, чтобы концентрировать пары для получения более тяжёлого и богатого вкусовыми характеристиками дистиллята.